# 爟二
爟二，又名巨蟹座λ星（lambda Cancri，簡寫 λCNC）是一顆藍白色光譜的雙星，位於巨蟹座。它的視星等為+5.93，肉眼微弱可見。根據蓋亞任務獲得的視差測量結果，它距離太陽大約550光年。 